# Epidermis
|  | Per a altres significats, vegeu «Epidermis (botànica)». |

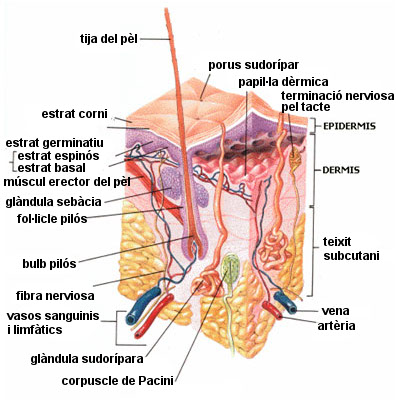
Esquema representant les capes de la pell: epidermis, derma i teixit subcutani, mostrant un fol·licle pilós, una glàndula sudorípara i una glàndula sebàcia

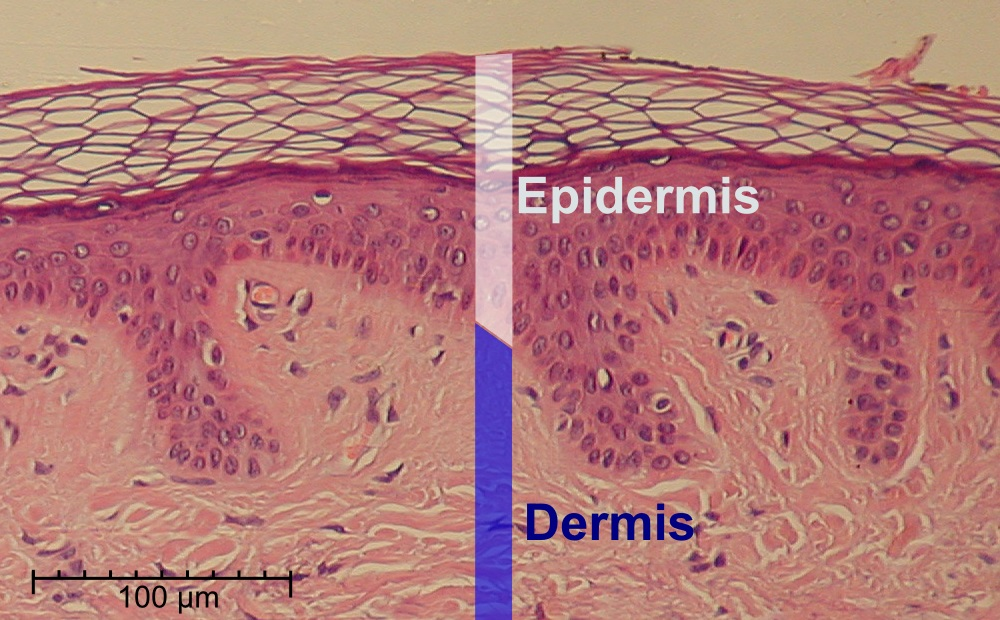
Preparació d'un tall histològic on s'aprecien els diversos estrats d'una epidermis sana

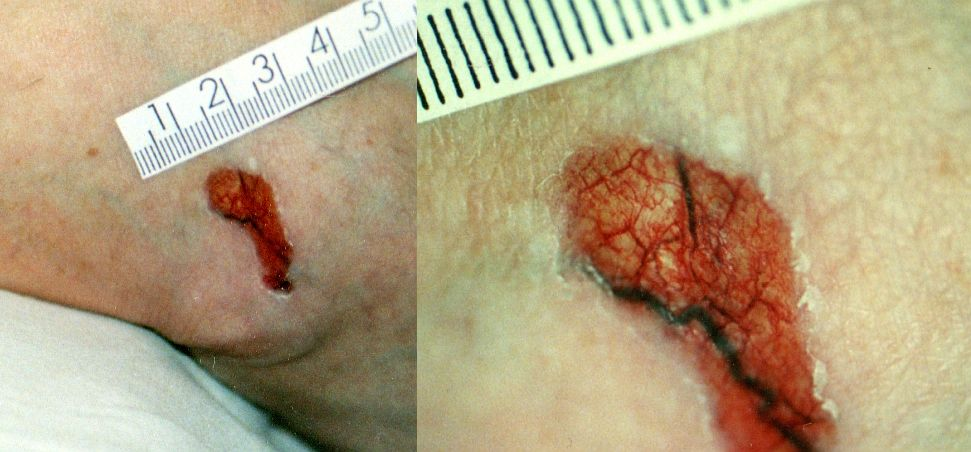
Excoriació epidèrmica (dreta: detall).

L'epidermis és la capa de teixit més externa de la pell. Constitueix l'abrigall protector sobre la superfície del cos i està feta d'epiteli escatós estratificat amb una làmina basal. No conté vasos sanguinis, i és nodrida per difusió des de la dermis. Els principals tipus de cèl·lula que constitueixen l'epidermis són els queratinòcits, melanòcits, cèl·lules de Langerhans i cèl·lules de Merkel.

## Estrats
L'epidermis consta de diversos estrats de cèl·lules amb característiques diferenciades. La grandària de cada estrat varia depenent de la part del cos on es trobe l'epidermis. Els estrats són:
Estrat germinatiués l'estrat inferior, són elements cúbics units a la làmina basal. Sols ací hi ha divisió cel·lular.
Estrat espinóssón tres o quatre capes de cèl·lules unides entre elles per desmosomes. Com que les primeres preparacions on es varen observar eren hiperosmòtiques, l'aigua de les cèl·lules eixia donant-los un aspecte espinós. Aquestes cèl·lules contenen una important quantitat d'orgànuls de síntesi (reticle endoplasmàtic, aparell de Golgi) que es preparen per a fer queratina, i també hi ha vesícules de precursors de queratina, la queratohialina, que és intensament basòfila. Com més amunt, més n'hi ha. Representen el començament de la diferenciació cel·lular.
Estrat granular o granulóssón una o dues capes de cèl·lules molt aplanades. Tenen el citoplasma replet de queratohialina. Encara mantenen orgànuls i nucli, estan molt diferenciades.
Estrat corni o cornificatOcupa des d'una capa de cèl·lules fins a centenars. A causa d'una activitat autofagocítica, es lleven els orgànuls i sols queda una trama de filaments de queratina (escleroproteïna). Ja no són elements vius, van escatant-se amb el fregament amb el medi i seran substituïts per cèl·lules de l'estrat germinal.